# Iktomi
« Inktomi » redirige ici.  Pour le cratère de Rhéa, le satellite de Saturne, voir Inktomi (cratère).

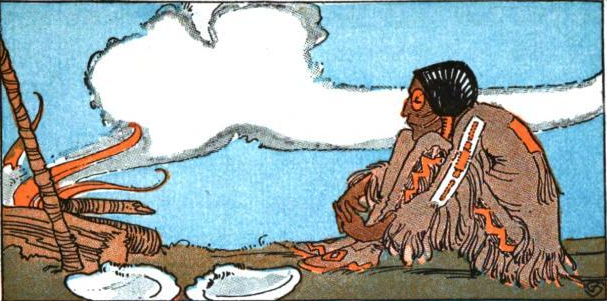
Iktomi dessiné assis près d'un feu.

Dans la cosmogonie lakota, Iktomi est un esprit farceur araignée, un héros culturel pour les Lakotas. Iktomi a d'autres noms comme Ikto, Ictinike, Inktomi, Unktome et Unktomi. Ces différents noms proviennent des différences dans les langues tribales, cette divinité araignée étant connue chez de nombreuses tribus d'Amérique du Nord. 

## Dans la cosmogonie lakota
Selon les Lakotas, Iktomi est le fils d'Inyan, un dieu créateur. Il a un frère, Iya, puissant dieu destructeur. Une histoire raconte qu'Iktomi était un dieu de la sagesse, mais qu'il a été dépouillé de ce titre à cause de son manque de sagesse. Il jouait des tours aux gens qui se moquaient de son apparence. Les mythes ayant pour héros Iktomi sont souvent racontés pour faire rire, et le dieu, bien que respecté, n'est pas craint. Il est cependant décrit parfois de manière plus digne, par exemple dans le mythe de l'attrapeur de rêves.
Il a l'apparence d'une araignée, mais peut prendre toute forme, y compris celle d'un humain. Dans ce cas, il est réputé porter des peintures rouges, jaunes et blanches, avec des ronds noirs autour des yeux.
Il est responsable du bannissement d'Anog Ite sur Terre.